# 1936 dans le catholicisme
Chronologie du catholicisme
- 1932
- 1933
- 1934
- 1935
- 1936
- 1937
- 1938
- 1939
- 1940

Cet article présente les faits marquants de l'année 1936 dans le catholicisme.

## Évènements
- 2 février : Consécration de la cathédrale Notre-Dame-des-Victoires de Dakar.
- 15 juin : Création de 2 cardinaux par Pie XI.

À partir de juillet, la guerre civile espagnole est l'occasion du martyre de nombreux catholiques, religieux et laïcs.

## Naissances
- 7 janvier : François Saint-Macary, prélat français, archevêque de Rennes († 26 mars 2007)
- 28 janvier : Albert Rouet, prélat français, premier archevêque de Poitiers
- 4 février : Michel Méranville, prélat français, archevêque de Saint-Pierre et Fort-de-France
- 9 février : Georg Sterzinsky, cardinal allemand, premier archevêque de Berlin († 30 juin 2011)
- 20 février : Eugène Tremblay, prélat canadien, évêque d'Amos
- 26 février : 
  - José da Cruz Policarpo, cardinal portugais, patriarche de Lisbonne († 12 mars 2014)
  - Francesco De Nittis, prélat italien, diplomate du Saint-Siège et archevêque titulaire de Tunes (de) († 10 mars 2014)
- 27 février : Roger Michael Mahony, cardinal américain, archevêque de Los Angeles
- 1er mars : Renato Corti, cardinal italien, évêque de Novare († 12 mai 2020)
- 7 mars : 
  - Claude Feidt, prélat français, archevêque d'Aix-en-Provence et Arles († 13 octobre 2020)
  - Julio Terrazas Sandoval, cardinal bolivien, archevêque de Santa Cruz de la Sierra († 9 décembre 2015)
- 12 mars : Michał Heller, prêtre, philosophe et enseignant polonais
- 23 mars : Francesco Canalini, prélat italien, diplomate du Saint-Siège et archevêque titulaire de Valeria (de)
- 10 avril : Bienheureuse Gaetana Tolomeo, vierge catholique italienne († 24 janvier 1997)
- 14 avril : Ivan Dias, cardinal indien de la Curie, précédemment diplomate du Saint-Siège et archevêque titulaire de Rusibisir (de) († 19 juin 2017)
- 26 avril : Henri Madelin, prêtre jésuite et théologien français († 8 avril 2020)
- 30 avril : Cesáreo Gabaráin, prêtre espagnol, compositeur de chants liturgiques en basque, accusé de pédophilie († 30 avril 1991)
- 12 mai : Marcellin Theeuwes, moine chartreux néerlandais, supérieur général de l'ordre des Chartreux († 1er janvier 2019)
- 14 mai : Richard John Neuhaus, prêtre venu du protestantisme et écrivain américain († 8 janvier 2009)
- 16 mai : Karl Lehmann, cardinal allemand, évêque de Mayence († 11 mars 2018)
- 21 mai : François Bussini, prélat français, évêque d'Amiens († 13 octobre 2018)
- 25 mai : Alphonse Georger, prélat franco-algérien, évêque d'Oran
- 3 juin : André Gaumond, prélat canadien, archevêque de Sherbrooke († 14 décembre 2019)
- 4 juin : Edward Kmiec, prélat américain, évêque de Buffalo († 11 juillet 2020)
- 14 juin : José Martins da Silva, prélat brésilien, archevêque de Porto Velho († 29 janvier 2015)
- 15 juin : William Joseph Levada, cardinal américain de la Curie († 26 septembre 2019)
- 16 juin : Anthony Olubunmi Okogie, cardinal nigérian, archevêque de Lagos
- 19 juin : Michel Guyard, prélat français, évêque du Havre († 23 juillet 2021)
- 20 juin : Ivan Grubišić, prêtre et homme politique croate († 19 mars 2017)
- 26 juin : Jean-Claude Turcotte, cardinal canadien, archevêque de Montréal († 8 avril 2015)
- 1er août : Claudio Baggini, prélat italien, évêque de Vigevano († 25 septembre 2015)
- 8 août : Bienheureuse Benedetta Bianchi Porro, jeune laïque italienne († 23 janvier 1964)
- 15 août : Marie-Édouard Mununu-Kasiala, prélat trappiste congolais, évêque de Kikwit († 5 décembre 2022)
- 19 août : Richard McBrien, prêtre, écrivain, enseignant et théologien américain († 25 janvier 2015)
- 20 août : Antonio María Rouco Varela, cardinal espagnol, archevêque de Madrid
- 23 août : David Silk, évêque anglican britannique devenu prêtre catholique
- 2 septembre : François Bacqué, prélat français, diplomate du Saint-Siège et archevêque titulaire de Gradisca (de) († 9 novembre 2023)
- 26 septembre : Joseph Doré, prélat français, archevêque de Strasbourg
- 28 septembre : Bienheureux Wenceslao Pedernera, organisateur du mouvement rural catholique et martyr argentin († 25 juillet 1976)
- 3 octobre : Francis Deniau, prélat français, évêque de Nevers († 12 janvier 2014)
- 6 octobre : Roger Ébacher, prélat canadien, archevêque de Gatineau
- 7 octobre : Franc Kramberger, prélat slovène, archevêque de Maribor
- 18 octobre : Jaime Ortega, cardinal cubain, archevêque de La Havane († 26 juillet 2019)
- 19 octobre : Paulinus Costa, prélat bangladais, archevêque de Dhaka († 3 janvier 2015)
- 21 octobre : Joachim Reinelt, prélat allemand, évêque de Dresde-Meissen
- 24 octobre : Pierre Gibert, prêtre jésuite, exégète, théologien, enseignant et auteur français († 22 juin 2024)
- 25 octobre : Ludwik Wiśniewski, prêtre dominicain et prédicateur polonais, opposant à la dictature communiste
- 28 octobre : 
  - Pier Giacomo Grampa, prélat italo-suisse, évêque de Lugano
  - Paolo Rabitti, prélat italien, archevêque de Ferrare-Comacchio
- 31 octobre : 
  - Jean Dujardin, prêtre, théologien et historien français († 3 mars 2018)
  - Nicolás de Jesús López Rodríguez, cardinal dominicain, archevêque de Saint-Domingue
- 1er novembre : Joseph Khoury, prélat libanais de rite maronite, éparque de Saint-Maron de Montréal, précédemment évêque titulaire de Chonochora (de) († 16 novembre 2016)
- 2 novembre : Rosemary Radford Ruether, théologienne et militante féministe américaine († 21 mai 2022)
- 7 novembre : Roger Vangheluwe, prélat belge, évêque de Bruges, renvoyé de l'état clérical pour abus sexuels
- 11 novembre : Philippe Breton, prélat français, évêque d'Aire et Dax († 29 avril 2020)
- 16 novembre : 
  - Joaquín Navarro-Valls, directeur du Bureau de presse du Saint-Siège, porte-parole personnel de Jean-Paul II († 5 juillet 2017)
  - Martin Veillette, prélat canadien, évêque de Trois-Rivières
- 18 novembre : Ennio Antonelli, cardinal italien de la Curie
- 28 novembre : Théodore-Adrien Sarr, cardinal sénégalais, archevêque de Dakar
- 2 décembre : Jean Fontaine, prêtre, père blanc et auteur français, spécialiste de littérature arabe († 1er mai 2021)
- 4 décembre : Jacques Perrier, prélat français, évêque de Tarbes et Lourdes
- 15 décembre : René Chamussy, prêtre jésuite et enseignant franco-libanais († 27 octobre 2016)
- 17 décembre : Jorge Mario Bergoglio, futur pape François († 21 avril 2025)
- 18 décembre : Henryk Jankowski, prêtre polonais, soutien de Solidarność, accusé d'abus sexuels († 12 juillet 2010)
- 27 décembre : Jean-Noël Bezançon, prêtre, enseignant et auteur français († 18 mai 2014)
- Date précise inconnue : Emmanuel Payen, prêtre français, fondateur de RCF

## Décès
- 7 février : Luigi Sincero, cardinal italien de la Curie et archevêque titulaire de Petra-en-Palestine (° 26 mars 1870)
- 18 février : José Francisco Orozco y Jiménez, prélat mexicain, archevêque de Guadalajara (° 19 novembre 1864)
- 28 février : Bienheureux Daniel Brottier, missionnaire spiritain français, fondateur des Apprentis d'Auteuil (° 7 septembre 1879)
- 3 mars : Laurent-Henri Cottineau, moine bénédictin et historien français (° 3 juillet 1863)
- 23 mars : Valentin Herrgott, prélat et missionnaire français, vicaire apostolique de Phnom Penh et évêque titulaire de Samosate (de) (° 11 octobre 1864)
- 26 avril : 
  - Eugène Allys, prélat et missionnaire français, vicaire apostolique de Hué et évêque titulaire de Phacusa (° 12 février 1852)
  - Léon Spariat, prêtre français, prédicateur et écrivain de langue provençale (° 18 août 1861)
- 27 avril : Firmin Guichard, prélat spiritain et missionnaire français, vicaire apostolique de Brazzaville (° 19 novembre 1884)
- 28 avril : Thomas Pègues, prêtre dominicain et essayiste français (° 2 août 1866)
- 29 avril : Élisabeth Bergeron, religieuse et vénérable canadienne, fondatrice des Sœurs de Saint Joseph de Saint-Hyacinthe (° 25 mai 1851)
- 7 mai : Jean-Blaise Adema, prêtre français et écrivain de langue basque (° 2 octobre 1861)
- 12 mai : Dominique Castellan, prélat français, archevêque de Chambéry (° 4 août 1856)
- 16 mai : Marie-Clément Staub, prêtre, prédicateur, missionnaire et vénérable français, fondateur des Sœurs de Sainte Jeanne d'Arc (° 2 juillet 1876)
- 20 mai : Alexis-Henri-Marie Lépicier, cardinal français de la Curie, précédemment archevêque titulaire de Tarse (° 28 février 1863)
- 9 juin : Bienheureux Louis Boccardo, prêtre italien, fondateur des sœurs de Jésus-Roi (° 9 août 1861)
- 22 juin : Bienheureux André-Hyacinthe Longhin, capucin italien, archevêque-évêque de Trévise (° 22 novembre 1863)
- 15 juillet : Henri Binet, cardinal français, archevêque de Besançon (° 8 avril 1869)
- 20 juillet : 
  - Eugène Le Fer de La Motte, prélat français, évêque de Nantes (° 25 novembre 1867)
  - Bienheureux José Tristany Pujol, prêtre carme déchaux et martyr espagnol (° 14 décembre 1872)
- 24 juillet : 
  - Bienheureuse Marie Mercedes Prat, religieuse et martyre espagnole (° 6 mars 1880)
  - Bienheureuse Marie Pilar de Saint François Borgia, religieuse et martyre espagnole (° 30 décembre 1877)
  - Bienheureuse Marie Ange de Saint Joseph, religieuse et martyre espagnole (° 6 mars 1905)
  - Bienheureuse Thérèse de l'Enfant Jésus et de Saint Jean-de-la-Croix, religieuse et martyre espagnole (° 5 mars 1909)
- 28 juillet : 
  - Bienheureux Eloi de Bianya, religieux capucin et martyr espagnol (° 4 juin 1875)
  - Saint Pierre Poveda Castroverde, prêtre, fondateur et martyr espagnol (° 3 décembre 1874)
- 29 juillet : Nelson Baker, prêtre et vénérable américain connu pour sa charité (° 16 février 1841)
- 2 août : Bienheureux François Tomas Serer, prêtre et martyr espagnol (° 19 octobre 1911)
- 3 août : Bienheureux Sauveur Ferrandis Seguí, prêtre et martyr espagnol (° 25 mai 1880)
- 6 août : Bienheureux Charles Lopez Vidal, laïc militant de l'Action catholique et martyr espagnol (° 1er novembre 1894)
- 9 août : Bienheureux Zéphyrin Giménez Malla, laïc martyr gitan en Espagne (° 26 août 1861)
- 12 août : Bienheureux Manuel Basulto Jiménez, prélat espagnol, évêque de Jaén, martyr (° 17 mai 1869)
- 13 août : Bienheureux Mariano Mullerat i Soldevila, médecin, homme politique, militant catholique et martyr espagnol (° 24 mars 1897)
- 15 août : Bienheureuse Maria Sagrario de Saint Louis de Gonzague, religieuse et martyre espagnole (° 8 janvier 1881)
- 17 août : Bienheureux Henri Canadell, prêtre et martyr espagnol (° 29 juin 1890)
- 23 août : Bienheureux Jean-Marie de la Croix García Méndez, prêtre et martyr espagnol (° 25 septembre 1891)
- 27 août : Bienheureuse Facunda Margenat, religieuse et martyre espagnole (° 6 septembre 1876)
- 29 août : Bienheureux Pedro Asúa Mendía, prêtre et martyr espagnol (° 30 août 1890)
- 30 août : 
  - Bienheureuse Fidela Oller, religieuse et martyre espagnole (° 11 septembre 1869)
  - Bienheureuse Josefa Monrabal, religieuse et martyre espagnole (° 3 juillet 1901)
  - Bienheureux Manuel Medina Olmos, prélat espagnol, évêque de Guadix, martyr (° 9 août 1869)
- 8 septembre : Bienheureuse Apolonia du Saint-Sacrement, religieuse carmélite et martyre espagnole (° 18 avril 1867)
- 12 septembre : Bienheureux Joan Roig i Diggle, jeune martyr espagnol (° 12 mai 1917)
- 18 septembre : Bienheureux Charles Eraña Guruceta, religieux marianiste et martyr espagnol (° 2 novembre 1884)
- 19 septembre : Antoine-Louis Cornette, prêtre français, l'un des fondateurs des Scouts de France (° 8 novembre 1860)
- 25 septembre : Bienheureux Jesús Hita, religieux marianiste et martyr espagnol (° 17 avril 1900)
- 29 septembre : Bienheureux Francisco Castelló, jeune martyr espagnol (° 19 avril 1914)
- 1er octobre : Alfred Sébire, prêtre et missionnaire français (° 21 janvier 1863)
- 15 octobre : Bienheureux Narcisse Basté Basté, prêtre jésuite et martyr espagnol (° 16 décembre 1866)
- 27 octobre : Bienheureux Sauveur Mollar Ventura, frère franciscain et martyr espagnol (° 27 mars 1896)
- 30 octobre : John Burke, prêtre pauliste et journaliste américain (° 6 juin 1875)
- 6 novembre : Bienheureux Manuel Sanz Domínguez, prêtre et martyr espagnol (° 31 décembre 1887)
- 12 novembre : Bienheureux Joseph Medes Ferris, agriculture, militant de l'Action catholique et martyr espagnol (° 13 février 1865)
- 16 novembre : Louis-Joseph Maurin, cardinal français, archevêque de Lyon (° 15 février 1859)
- 28 novembre : Bienheureux Justo Gil Pardo, religieux et martyr espagnol (° 18 octobre 1910)